# پنتازین
پنتازین(به انگلیسی: Pentazine) ترکیبی فرضی است که شامل یک حلقه آروماتیک شش عضوی، حاوی پنج اتم نیتروژن و یک اتم کربن با فرمول شیمیایی CHN 5 است. نام پنتازین در نامگذاری آیوپاک مشتقات این ترکیب استفاده می‌شود.
پیش‌بینی می‌شود پنتازین ترکیبی ناپایدار باشد که به هیدروژن سیانید (HCN) و نیتروژن (N2) تجزیه می‌شود.